# Ponikve (jezero)
Ponikve, jezero na otoku Krku, Hrvatska. Nalazi se u unutarnjem dijelu otoka, na pola puta od Malinske do Puntarske drage i grada Krka. Dijelom pripada općini Malinskoj – Dubašnici, a većim, istočnim dijelom, gradu Krku. Iz imena ponikva (vrtača), vidljivo je geološko podrijetlo jezera. To je udubljenje u tlu nastalo otapanjem vapnenca i dolomita u tektonski razlomljenom području, a koje je ispunila voda.
Sjeverozapadno je vrh Kaslir (161 metar). Sjeveroistočno je kamenolom Garica. Nešto dalje od jezera prolaze cestovne prometnice državna D102, lokalna L58090 i županijska Ž5107.
Nije jasno označeno prometnim ni turističkim znakovima. Jedino što ga označava su prometni znakovi vodozaštitnog područja. Prije izgradnje brane jezero je povremeno presušivalo tako da ga nerijetko nema na starim zemljovidima, čak ni na vojnim topografskim zemljovidima. Izgradnjom brane jezero je postala akumulacija koja ne presušuje. Ispod brane je livada koju za visoka vodostaja jezero poplavi. Oko dijela obale jezera postavljena je ograda.